# Kim Tae-ri
Kim Tae-ri (kor. 김태리; ur. 24 kwietnia 1990 w Seulu) – południowokoreańska aktorka filmowa i telewizyjna. Znana jest z występów w filmach Służąca (2016), Little Forest (2018), Space Sweepers (2020), a także w serialach telewizyjnych Mr. Sunshine (2018) i Dwadzieścia pięć i dwadzieścia jeden (2022). Za tę ostatnią rolę otrzymała nagrodę dla najlepszej aktorki telewizyjnej na 58. ceremonii wręczenia nagród Baeksang Arts Awards.

## Wczesne lata i edukacja
Kim Tae-ri urodziła się 24 kwietnia 1990 roku w Seulu. Po ukończeniu Youngshin Nursing Business High School, studiowała dziennikarstwo i komunikację na Uniwersytecie Kyung Hee w latach 2008–2012. W drugim roku studiów, dołączyła do teatralnego klubu studenckiego, co zainspirowało ją do zostania aktorką.

## Kariera

### 2012–2015: Początki
Po ukończeniu studiów, pracowała przez rok jako członek ekipy technicznej trupy teatralnej w Daehakro. Później została obsadzona jako dublerka w produkcji Spoonface Steinberg z 2012 roku, ale nie dostała szansy wystąpić na scenie. Następnie zagrała w sztukach Pansy i To ask about love, a w 2013 roku została obsadzona w ponownym wystawieniu Spoonface Steinberg. W tym samym roku zagrała w krótkometrażowym filmie Moon Young, który zadebiutował na Festiwalu Filmów Niezależnych w Seulu w 2015 roku; wersja kinowa została wydana w 2017 roku. W 2014 roku dołączyła do agencji J-Wide Company i pojawiła się w wielu reklamach telewizyjnych. W tym okresie wystąpiła również w kilku krótkometrażowych filmach i brała udział w wielu przesłuchaniach do ról filmowych, ale spotykała się z wieloma odrzuceniami.

### Od 2016: Debiut filmowy

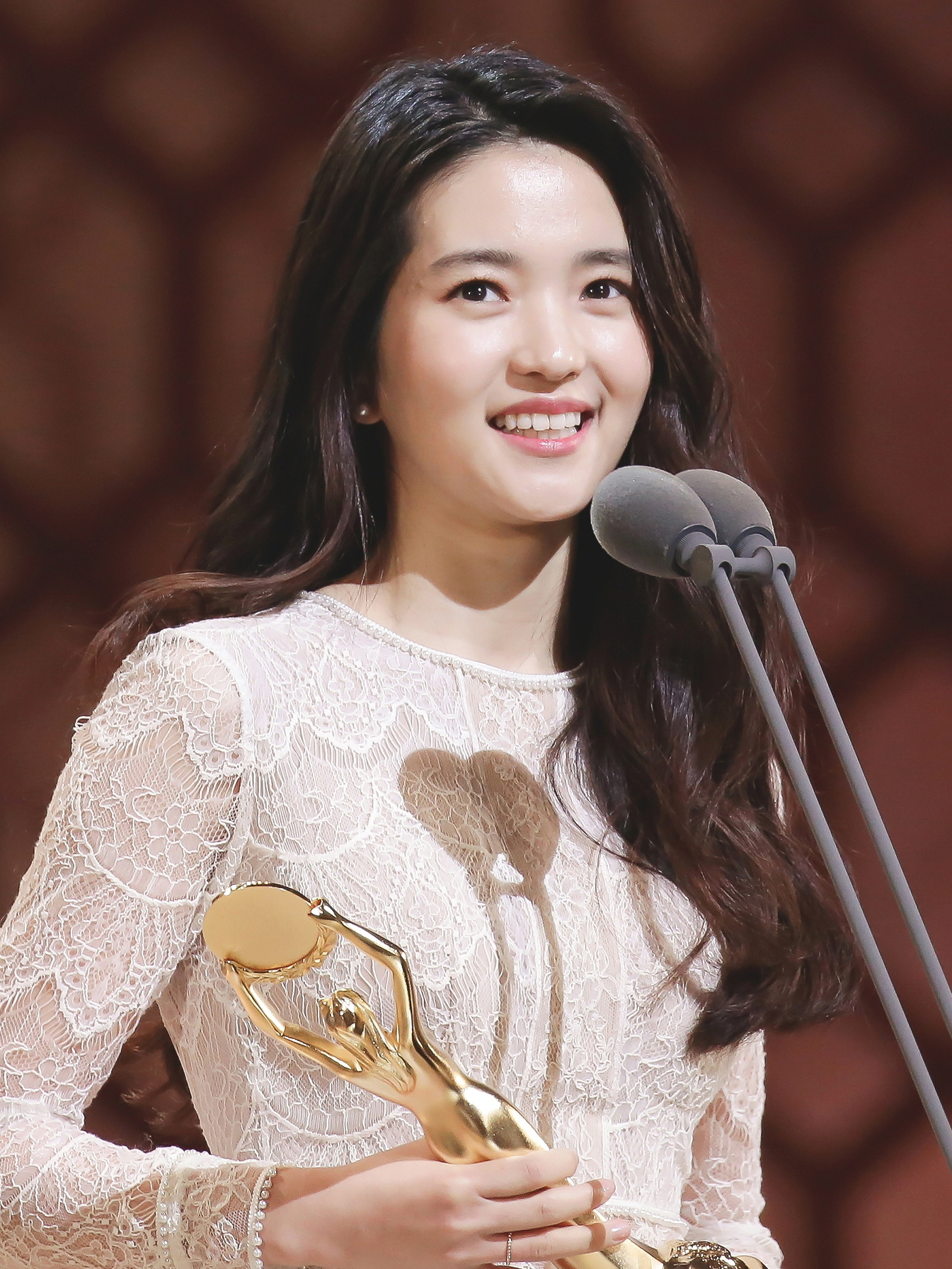
Kim Tae-ri otrzymała nagrodę dla najlepszej nowej aktorki na Blue Dragon Film Awards 2016

W 2016 roku zadebiutowała w filmie fabularnym The Handmaiden reżyserii Park Chan-wooka, gdzie została wybrana spośród 1500 aktorek, które brały udział w przesłuchaniach do tej roli. Za swoją rolę w filmie zdobyła nagrodę dla najlepszej nowej aktorki na Blue Dragon Film Awards, Director’s Cut Awards, Buil Film Awards i Busan Film Critics Awards. Park Chan-wook opowiedział o swoim pierwszym wrażeniu związanym z Tae-ri, mówiąc, że przypomniała mu ona bardzo o jego pierwszym spotkaniu z aktorką Kang Hye-jung, która przełamała swoją karierę w filmie Oldboy z 2003 roku.
W 2017 roku była częścią obsady filmu 1987: When the Day Comes, który jest thrillerem politycznym. Za swoją rolę w tym filmie otrzymała nominację do nagrody dla najlepszej aktorki na Grand Bell Awards.
W 2018 roku zagrała główną rolę w koreańskiej adaptacji mangi Little Forest wraz z Ryu Jun-yeolem i Jin Ki-joo. Za swoją rolę zdobyła nagrodę Director’s Cut Award oraz nominacje do Blue Dragon Film Award, Baeksang Arts Award i Buil Film Award, wszystkie w kategorii najlepsza aktorka. W tym samym roku zadebiutowała na małym ekranie w melodramacie historycznym Mr. Sunshine, napisanym przez Kim Eun-sook. Za swoją rolę została nominowana do Baeksang Arts Award dla najlepszej aktorki. Mr. Sunshine stał się szóstym najwyżej ocenianym dramatem w historii koreańskiej telewizji kablowej. W 2019 roku znalazła się na liście Forbes 30 Under 30 w kategorii rozrywka i sport.
W 2021 roku zagrała w pierwszym koreańskim blockbusterze kosmicznym Space Sweepers u boku Song Joong-ki. Premiera filmu pierwotnie zaplanowana na lipiec 2020 roku została odwołana z powodu COVID-19, a film został wydany na platformie Netflix w lutym 2021 roku. Film zadebiutował na pierwszym miejscu na platformie Netflix w co najmniej 16 krajach i zgromadził ponad 26 milionów widzów w ciągu pierwszych 28 dni od wydania. W sierpniu 2021 roku przeniosła się do agencji Management MMM po wygaśnięciu jej kontraktu z J-Wide.
W 2022 roku zagrała w serialu telewizyjnym Dwadzieścia pięć i dwadzieścia jeden na kanale tvN, z Nam Joo-hyuk w roli głównej, co było jej powrotem na mały ekran po czterech latach od 2018 roku. Serial odniósł komercyjny sukces i stał się jednym z najwyżej ocenianych dramatów w historii koreańskiej telewizji kablowej. Za swoją rolę Na Hee-do w serialu, Tae-ri otrzymała nagrodę dla najlepszej aktorki telewizyjnej oraz nagrodę dla najpopularniejszej aktorki na 58. ceremonii Baeksang Arts Awards.

## Filmografia

### Filmy
| Rok  | Tytuł                    | Rola         | Uwagi        |
| ---- | ------------------------ | ------------ | ------------ |
| 2015 | Moon Young               | Moon-young   |              |
| 2016 | The Handmaiden           | Sook-hee     |              |
| 2017 | 1987: When the Day Comes | Yeon-hee     |              |
| 2018 | Little Forest            | Song Hye-won |              |
| 2021 | Space Sweepers           | Captain Jang | film Netflix |
| 2022 | Alienoid                 | Lee Ahn      |              |
| 2024 | Alienoid 2               | Lee Ahn      |              |

### Seriale
| Rok  | Tytuł                                | Rola             | Stacja telewizyjna | Uwagi        |
| ---- | ------------------------------------ | ---------------- | ------------------ | ------------ |
| 2016 | Entourage                            | Kim Tae-ri       | tvN                | cameo, odc.1 |
| 2018 | Mr. Sunshine                         | Go Ae-shin       | tvN                |              |
| 2022 | Dwadzieścia pięć i dwadzieścia jeden | Na Hee-do        | tvN                |              |
| 2023 | Revenant                             | Gu San-young     | SBS                |              |
| 2024 | Jeong Nyeon                          | Yoon Jeong-nyeon | tvN                |              |